# Distretto di Arnasoy
Il distretto di Arnasoy, creato il 16 novembre del 1975, è uno dei 12 distretti della Regione di Djizak, in Uzbekistan. Il capoluogo è Goliblar.